# Калуш (футбольный клуб)
«Калуш» — украинский футбольный клуб из города Калуша, Ивано-Франковской области. Многократный чемпион Ивано-Франковской области, победитель Второй лиги — 2002/03. В сезонах 2018/19 и 2019/20снова выступал во Второй лиге.

## История
В 1947 году в Калуше начинается строительство стадиона «Химик». Одновременно с этим городская команда «Химик» начала выступления в чемпионатах Ивано-Франковской области. Эта команда становилась обладателем золотых (13), серебряных (9) и бронзовых (4) медалей первенства. 14 раз привозила в Калуш Кубок области. 20 раз стартовала в первенстве Украины среди коллективов физкультуры.
В сезоне 1995/96 команда стартовала во второй лиге (группа А) под новым названием — ФК «Калуш». Перед началом сезона 2001/02 команда изменила название на «Лукор» (так назывался главный спонсор). В сезоне 2002/2003 команда заняла первое место во второй лиге, но повыситься в классе клубу не удалось. Команда «Лукор» (Калуш) была на тот момент фарм-клубом команды «Прикарпатье» (Ивано-Франковск), которая вылетела из первой лиги, было принято решение, что команда «Прикарпатье» (Ивано-Франковск) остаётся в первой лиге и будет называться «Спартак» (Ивано-Франковск), а команда «Лукор» (Калуш), будет выступать во второй лиге и будет называться «Прикарпатье» (Калуш). В следующем сезоне 2003/04 после первого круга команда поменяла название на «Спартак-2» (Калуш). В следующем сезоне 2004/05 после первого круга команда снялась с соревнований и была лишена профессионального статуса. Вновь сменила название на ФК «Калуш» и вернулась в чемпионат области.
В 2010 году ФК «Калуш» прекратил своё участие в чемпионате области уже после первого круга.
2011 год возрождённый ФК «Калуш» начал во второй лиге областного чемпионата.
В 2018 году команда вернула себе профессиональный статус и, впервые за 13 лет, заявилась на турнир Второй лиги Украины. В дебютном сезоне после возвращения дошла до 1/8 финала Кубка Украины.
В 2020 году команда снялась с турнира Второй лиги Украины сезона 2020/2021, не явившись на матчи с «Эпицентром» (Дунаевцы) и львовскими «Карпатами».

## Прежние названия
- 1947—1995: «Химик»
- 1995—2001: ФК «Калуш»
- 2001—2003: «Лукор»
- 2003—2004: «Прикарпатье»
- 2004—2005: «Спартак-2»
- с 2005: ФК «Калуш»

## Достижения
- чемпион Ивано-Франковской области — 1952, 1955, 1957, 1958, 1959, 1960, 1961, 1966, 1967, 1969, 1975, 1978, 1995.
- Чемпион второй лиги — 2002/03.

### Самые успешные сезоны «Электрона» в кубке КФК
1957 г.
- 1/16: «Динамо» Тернополь — 4:0 (д).
- 1/8: «Буревесник» Берегово — 3:2 (г).
- 1/4: «Нефтяник» Дрогобыч — 2:1.
- 1/2: «Колхозник» Ровно — 1:2 (г)

1972 г.
- 1/32: «Легмаш» Черновцы — 2:1 (г).
- 1/16: «Химик» Перечин — 2:1.
- 1/8: «Торпедо» Луцк — 4:0.
- 1/4: «Автомобилист» Чернигов — 2:0.
- 1/2: «Энергия» Новая Каховка — +:-.
- Ф: «Горняк» Днепрорудное — 0:2